# 塔河林业局
塔河林业局隶属于中华人民共和国国家林业局大兴安岭林业集团公司，于1965年建局。

## 行政区划
塔河林业局下辖以下单位：
瓦拉干林场、蒙克山林场、塔林林场、绣峰林场、盘古林场、沿江林场。